# Hugues Ier de Chalon-Arlay
Pour les articles homonymes, voir Hugues Ier et Hugues de Chalon.
Hugues Ier de Chalon, dit de Chalon-Arlay, mort le 2 ou le 4 décembre 1322, seigneur d'Arlay, d'Arguel, de Cuiseaux et de Vitteaux, maire et vicomte de Besançon, issu de la maison de Chalon-Arlay.

## Biographie

### Origines
Hugues est un fils cadet de Jean Ier de Chalon † 1315, seigneur d'Arlay, et de sa première épouse, Marguerite, dame de Vitteaux et de L'Isle, fille du duc Hugues IV de Bourgogne,. Il appartient ainsi à la tige des Chalon-Arlay, issu de la maison de Chalon.
Son frère cadet, Jean († v. 1335), est évêque de Langres et administrateur de Bâle, et une sœur Isabelle († v. 1352/1359), qui épouse Louis II de Savoie († 1354), seigneur de Vaud,.
Hugues épouse, par contrat du 13 février 1302, Béatrice de la Tour du Pin (1275-1347), fille du comte Humbert Ier du Viennois,. L'union a lieu l'année suivante.

### Seigneurs d'Arlay
Hugues de Chalon, chevalier, succède à son père, en 1315, héritant des fiefs « d'Abbans, Arlay, Arguel (près de Besançon), Chalamont, Châtel-Belin (protégeant de Salins), Châtillon/Courtine, Chavannes, Jougne (et ses péages), La Rivière, Lons-le-Saunier, Monnier, Montaigu, Montfaucon, Montfleur, Montmahoux, Montrivel, Nozeroy, Orgelet, Saint-Laurent-la-Roche, Sellières ». Un partage des biens est réalisé avec son frère, en octobre, à Paris, en présence du roi de France.
Hugues fait réaliser un recueil de 640 actes, entre 1317 à 1319, appelé Cartulaire d'Hugues de Chalon, Cartulaire de Chalon ou encore Cartulaire Bleu (actuellement appelé Cartulaire des sires d'Arlay).
Hugues de Chalon fait transférer, en 1321, le corps de sa mère Marguerite de Chalon, de Forcalquier à Notre-Dame de Migette (Archidiocèse de Besançon), qu'il a fondé. Dans son testament, il indique « qu'il a [ordonné] » l'abbaye Notre-Dame de Migette, vers 1321.

### Mort et succession
Hugues de Chalon teste le 15 novembre 1322. Il semble avoir été depensier car sa succession est chargée de 25 000 livres.
Hugues de Chalon meurt le 2 décembre 1322 ou le 4 (selon le site Foundation for Medieval Genealogy). Son fils Jean II de Chalon-Arlay, à peine majeur, lui succède au titre de seigneur.

## Famille

### Descendance
Hugues épouse en 1303 ou 1312 Béatrice de la Tour du Pin(1275-1347),, dite de Viennois. Le couple semble avoir quatre fils, dont trois lui survivent, :
- Jean II (1305 † 1362), sire d'Arlay, d'Arguel et de Cuiseaux[12] (Comté).
- Louis († apr. 1322).
- Hugues († 1340), sire de La Rivière[12] (Comté).
- Jacques, sire de Vitteaux[12] (Bourgogne).